# Kamuran Gündemir
Kamuran Gündemir   (Ayvalık, 1933 - Ayvalık, 4 de febrer de 2006) pianista i educador de piano turc.
És un pianista que s'identifica amb el Conservatori Estatal d'Ankara i es va dedicar a l'educació. Va formar pianistes com Muhiddin Dürrüoğlu-Demiriz, Fazıl Say i Emre Elivar. Se sap per primera vegada que molts compositors turcs contemporanis han descobert i furtat les seves obres.
Va néixer el 1933 a Ayvalık. El seu pare era el sabater i tocava la tuba de la banda municipal "Bahri Bey". Amb la seva passió per la música del seu pare, Kâmuran Gündemir va aprendre a llegir notes als 3 anys i als pocs anys va començar a tocar l'acordió i va entrar a la banda infantil. Ahmet Adnan Saygun va visitar el Centre comunitari Ayvalık i se l'emportà a Ankara per estudiar en el Conservatori.
Va ingressar al Conservatori Estatal d'Ankara el 1949 i es va graduar el 1956 com a estudiant de piano amb la professora Ferhunde Erkin, composició amb Necil Kazım Akses i Ulvi Cemâl Erkin. Es va casar amb la seva amiga la pianista Selçuk Armaner. Va treballar com a ajudant al conservatori amb la seva dona. Fundada per un grup d'intel·lectuals com Bülent Ecevit, İlhan Usmanbaş i Bülent Arel a Ankara en aquell moment, l'associació Helikon va influir en la seva visió de la música i l'art modern.
El 1958, Kamuran i la seva dona van ser enviats al conservatori de París. Es van convertir en estudiants de Lazare Lévy a París. La parella va intentar especialitzar-se en piano de quatre mans i millorar les seves habilitats d'interpretació i anàlisi. El 1963 van tornar a Turquia.
Després de tornar a Turquia, es va convertir en l'assistent de Mithat Fenmen al Conservatori Estatal d'Ankara. D'altra banda, va donar concerts de duo amb la seva dona i va compondre composicions que no va revelar. Durant aquest període, Gündemir, conegut per interpretar les obres d'època moderna que ha inclòs en el seu repertori, va realitzar les primeres actuacions de molts compositors turcs i va realitzar enregistraments de ràdio. Va gravar la seva obra de piano "Immortal Sea Stones ği", que va ser dedicada per Élhan Usmanbaş el 1965 per la Ràdio Televisió Turca.
Després de prendre el càrrec de Fenmen, va deixar els concerts i va dedicar la seva vida a l'educació. Va formar pianistes com Muhiddin Dürrüoğlu-Demiriz, Fazıl Say, Emrecan Yavuz i Emre Elivar. El seu últim estudiant va ser Mertol Demirelli.
Degut als seus èxits com a pianista i educador, Kâmuran Gündemir va obtenir el premi Medalla d'Honor d'Honor per la Sevda - Cenap And Music Foundation el 2001 i es va publicar la seva biografia.
L'artista va morir el dissabte 4 de febrer del 2006. Va ser enterrat al cementiri de Karşıyaka a Ankara.

## Concurs nacional de piano de Kâmuran Gündemir
El Conservatori Estatal de Mersin organitza des del 2009 un concurs nacional de piano amb memòria de Kâmuran Gündemir. La competició s'ha combinat amb el Concurs de violí de Gülden Turalı des del 2013 i s'ha organitzat dins l'àmbit del festival anomenat "Festival de violí-piano de Gülden Turalı i Kâmuran Gündemir".